# Kumikata

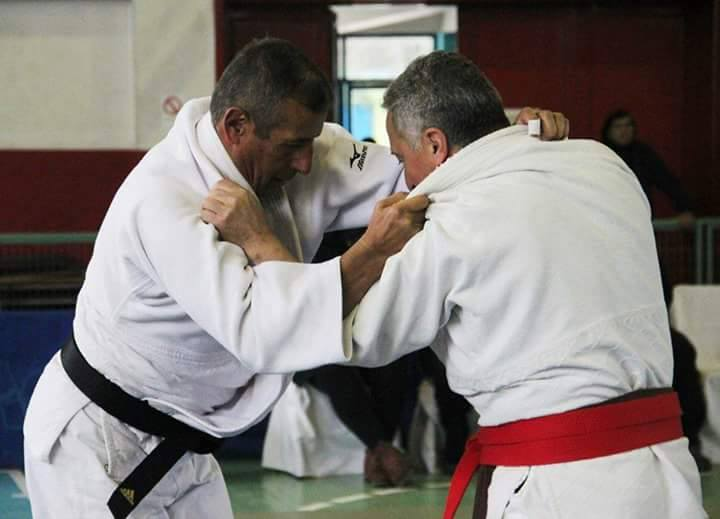

El kumikata és la manera especial que tenen els judoques d'agafar-se i és el primer que s'ha de fer per intentar desequilibrar l'adversari.
Existeixen diverses maneres d'aferrar-se al company o companya de pràctiques, tot i que la bàsica consisteix a agafar amb la mà dreta el judogi del contrari a l'alçada de la seva solapa esquerra i, amb l'esquerra, la màniga dreta de l'altre, una mica més amunt del colze (les posicions s'inverteixen si ets esquerrà). Aquesta manera d'agafar-se evita que quan es cau es pugui posar el braç per parar el cop, amb el consegüent risc de lesionar-se el colze.
En el kumikata no s'han de tenir els braços rígids però tampoc s'han de deixar solts. Cal trobar un terme mitjà per evitar que ens projectin i per poder començar els nostres atacs de manera ràpida, sense que ens endevinin les intencions. És important anar variant la manera d'agafar en funció de la tècnica que volguem fer i, amb el temps i la pràctica, és recomanable saber aferrar-nos tant pel costat dret com per l'esquerre.
"El judo, més que un art d'atac i defensa, és un estil de vida" Jigoro Kano.